# Petar Zoranić
Petar Zoranić (Zadar, 1508. – između 1543. i 1569.), bio je hrvatski renesansni pisac.

## Životopis
Petar Zoranić ("Veliki Ninjanin"; "Hrvatin") rođen je 1508. godine. Bio je potomak stare plemićke obitelji Tetačić iz Nina koja se pred kraj 15. stoljeća zbog malarije u Ninu i turske opasnosti sklonila u Zadar. U to vrijeme njegova majka Elizabeta (iz plemićkog roda Medulla, iz kojeg potječe i poznati slikar Andrija Medulić) očekivala je dijete. Najraniji podatak o njegovu životu potječe tek iz 1531. godine, kada se spominje kao plaćeni ninski notar, pravnik i sudski pisar, što znači da je najvjerojatnije završio studij pravnih znanosti; vjerojatno u Padovi. 
Ne zna se pouzdano točno kada je umro. Postoje određene indicije o njegovoj smrti, a zadnji podatak o njegovom životu je iz 1543. godine. Pretpostavlja se da je umro nakon 1543. godine, ali svakako prije 1569. godine kad su tiskane Planine, jer da je bio živ vjerojatno bi izmijenio svoju posvetu iz 1536. godine Matiji Matijeviću, ninskom kanoniku, koji je u vrijeme kada se djelo tiskalo već bio mrtav.

## Književno stvaralaštvo
Zoranić je poznat kao pisac prvog hrvatskog romana Planine iz 1536. godine (godinu dana prije pada Klisa; u vrijeme kad su Turci duboko zašli u naše krajeve; nakon Bitke na Mohačkom polju i prve opsade Beča). 
Pastoralni roman (putopisni elementi) Planine izašao je u Mletcima, 1569. godine i to je jedino njegovo sačuvano djelo (uz dva izgubljena za koje se zna: "Ljubveni lov" i "Vilenica") ↓1. Djelo nepoznatog autora, pastirska ekloga iz 16. stoljeća kupljena 1970-ih godina 20. stoljeća u Londonu pripisuje se njegovim djelima. Njegov roman svjedoči o temeljitoj humanističkoj i teološkoj naobrazbi koju je najvjerojatnije stekao u Dominikanskom općem učilištu u Zadru (ponovno otvorenom krajem 1495. godine, nakon što je dvadesetak godina prekinulo s radom zbog ratnih opasnosti - pad Bosne i prodor Turaka do Zadarskih zidina). Roman Planine sadrži ljubavne pjesme. Po tim umetnutim pjesmama Zoranić je suvremeni petrarkist. Djelo je domoljubnog karaktera i oslikava Hrvatsku rastrgnutu između dvaju osvajača: "kad s jedne strane Turci, a s druge Mlečani napadaju narod da ga unište, a narod se ne da".
Zoranić je pripadao krugu književnika koji su doprinijeli tomu da Zadar, uz Hvar, Korčulu, Split i Dubrovnik, postane jednim od glavnih središta hrvatske renesansne književnosti (poput Brne Karnarutića ili Jurja Barakovića).